# Jamelle Horne
Jamelle Horne (Ancón, 4 novembre 1988) è un ex cestista panamense.

## Carriera
Con Panama ha disputato i Campionati americani del 2015.